# Piaranthus atrosanguineus
Piaranthus atrosanguineus là một loài thực vật có hoa trong họ La bố ma. Loài này được (N.E. Br.) Bruyns miêu tả khoa học đầu tiên năm 1999.